# Finále Grand Prix IAAF
Finále Grand Prix IAAF bylo pořádáno Mezinárodní asociací atletických federací (IAAF) v letech 1985 až 2002. Jednalo se o atletický mítink, který vždy v září uzavíral letní lehkoatletickou sezónu. Od roku 2003 jej nahradilo Světové atletické finále, které skončilo v roce 2009.

## Přehled ročníků
| *   | Ročník | Datum               | Město          | Země               | Místo konání                  | Zajímavosti |
| --- | ------ | ------------------- | -------------- | ------------------ | ----------------------------- | --- |
| 1.  | 1985   | 7. září             | Řím            | Itálie             | Stadio Olimpico               | Imrich Bugár hod diskem 66,26 m · Jarmila Kratochvílová běh na 800 m 1:59,09 · Milena Strnadová běh na 800 m 2:00,09 · Helena Fibingerová vrh koulí 20,32 m · Gejza Valent hod diskem 63,44 m |
| 2.  | 1986   | 10. září            | Řím            | Itálie             | Stadio Olimpico               | ---- |
| 3.  | 1987   | 11. září            | Brusel         | Belgie             | Stadion krále Baudouina       | Jan Železný hod oštěpem · Helena Fibingerová vrh koulí |
| 4.  | 1988   | 13. září            | Západní Berlín | Západní Německo    | Olympiastadion Berlín         | ---- |
| 5.  | 1989   | 1. září             | Monte Carlo    | Monako             | Stade Louis II.               | ---- |
| 6.  | 1990   | 7. září             | Athény         | Řecko              | Olympijský stadion (Athény)   | ---- |
| 7.  | 1991   | 20. září            | Barcelona      | Španělsko          | [[]]                          | Jan Železný hod oštěpem |
| 8.  | 1992   | 4. září             | Turín          | Itálie             | Stadio Olimpico Grande Torino | ---- |
| 9.  | 1993   | 10. září            | Londýn         | Spojené království | [[]]                          | ---- |
| 10. | 1994   | 3. září             | Paříž          | Francie            | Stade Sébastien-Charléty      | ---- |
| 11. | 1995   | 9. září             | Monte Carlo    | Monako             | Stade Louis II.               | Jan Železný hod oštěpem 92,28 m |
| 12. | 1996   | 7. září             | Milán          | Itálie             | Arena Civica                  | ---- |
| 13. | 1997   | 13. září            | Fukuoka        | Japonsko           | Level-5 Stadium               | Jan Železný hod oštěpem 87,71 m · Šárka Kašpárková skok daleký 14,94 m |
| 14. | 1998   | 5. září             | Moskva         | Rusko              | Lužniki                       | ---- |
| 15. | 1999   | 11. září            | Mnichov        | Německo            | Stadion Olimpijski v Mnichově | Jan Železný hod oštěpem 87,71 m · Ludmila Formanová běh na 800 m 1:59,15 · Zuzana Hlavoňová skok vysoký 196 cm                                                                                |
| 16. | 2000   | 5. říjen            | Dauhá          | Katar              | Chalífův mezinárodní stadion  | ---- |
| 17. | 2001   | 9. září             | Melbourne      | Austrálie          | Olympic Park Stadium          | Jan Železný hod oštěpem 88,98 m |
| 18. | 2002   | 13. září - 14. září | Paříž          | Francie            | Stade Sébastien-Charléty      | Věra Pospíšilová hod diskem 64,10 m |